# Grimalte y Gradissa
Grimalte y Gradissa es una obra del autor Juan de Flores, sobre cuya identidad hay varias teorías. La obra aborda todos los temas que configuran la ficción sentimental del siglo XV, ligando el amor cortés al sufrimiento. Grimalte y Gradissa recoge el argumento de la Fiammetta italiana de Boccaccio, que constituye el origen de la narración. Cuenta con dos realidades aparentemente paralelas que se funden en una sola historia repleta de amor, frustración y pasión, con un final desesperanzador, propio de la novela sentimental de este siglo.

## Autor: Juan de Flores
Se desconoce quién fue realmente Juan de Flores. Carmen Parrilla en sus investigaciones encuentra muchos homónimos del autor vinculados a los Reyes Católicos, entre los cuales hay a un Juan de Flores pesquisidor, escribano o corregidor. También hay datos que le vinculan a la ciudad de Toledo y otros a las provincias del sur de España. La investigadora considera de vital importancia prestar atención al nombre de Juan de Flores relacionado con la ciudad de Salamanca. Encuentra por una parte a un Juan de Flores que fue cronista y escribió la Crónica incompleta de los Reyes Católicos. Por otro lado, a un Juan de Flores que fue rector de la universidad de Salamanca durante ocho meses.
Algunos críticos creen que estos dos últimos fueron la misma persona y que además coinciden con nuestro autor. Sin embargo, Carmen Parrilla supone que la persona que mejor puede encajar con el autor de nuestra obra sea el cronista de La Crónica Incompleta de los Reyes Católicos, pues una posible evidencia de ello es que la forma de escribir la crónica tiene un cierto estilo literario.

## Obras
Las obras conocidas de Juan de Flores son Grimalte y Gradissa, Grisel y Mirabella y Triunfo de Amor. Dadas las aclaraciones de antes, se podría añadir la Crónica Incompleta de los Reyes Católicos. Podemos fechar las dos primeras obras en el año 1495 en la imprenta de Henrique Botel, en la ciudad de Lérida. La obra y la novela sentimental, en general, iban dedicadas especialmente a un público femenino y cortesano, analizando todos los aspectos del amor, desde los engaños hasta el valor del mismo. Todas estas ficciones sentimentales invitaban a la reflexión sobre la dimensión del amor humano, y tenían una cierta función didáctica; pretenden informar sobre el amor para así prevenir sus desengaños. Se cree que las obras de Flores pudieron influir en La Celestina.

## Grimalte y Gradissa[2]

### Argumento
Basándose en la historia de Boccaccio sobre Fiammetta y Pamphilo, Gradissa manda a su amado Grimalte a reconciliar a los amantes italianos, pues solo así conseguirá su amor. En su viaje encuentra a Fiammetta que, desolada tras su desengaño amoroso, parte con él hacia Florencia en busca de Pamphilo. Es en el reencuentro donde rechaza a la que había sido su amante y le aconseja que ella haga lo mismo, que no sufra y se centre en conservar su honra. Ante el rechazo, ella muere y Grimalte, quien empatiza con ella, decide batirse en duelo con Pamphilo a modo de venganza. Sin embargo, este al sentirse culpable de la muerte de Fiammetta, opta por el mayor castigo, desterrarse y vivir con tal arrepentimiento por siempre.
Una vez que Grimalte regresa a su tierra natal, confiesa a Gradissa su incapacidad por reunir a los amantes y asume que no podrá estar con ella. Finalmente, tanto Grimalte como Pamphilo toman la única salida posible ante el desamor, la muerte en vida.

### Narrador
Podemos distinguir dos niveles en la obra: la realidad basada en la historia entre Grimalte y Gradissa; y una realidad literaria, que comprende la obra de Boccacio, cuyos protagonistas son Fiometa y Pamphilo. Gradissa es lectora de esta historia, que le sirve de ejemplo para huir de los hombres y su maldad.
Como consecuencia tenemos un narrador yo encarnado en Grimalte, que cuenta su propia historia y que, a su vez, es narrador testigo en tercera persona de la historia de amor entre Fiometa y Pamphilo. A pesar de la complejidad de la figura del narrador, su intervención queda bastante relegada a los propios personajes, que se comunican entre sí por medio de un aparente diálogo. Al margen, como si se tratara de una figura externa, tenemos a un narrador autor, que alude a Grimalte como si fuera el propio Juan de Flores.

### Estructura
El texto está organizado según las intervenciones de cada personaje, las cuales se manifiestan mediante el discurso narrativo en prosa, intercalado por una composición lírica en verso que da cierre a cada una de estas intervenciones que, en su mayoría, toman forma de copla. Las canciones que dan cierre a las alocuciones, en general, recogen la idea principal del discurso. También encontramos la presencia del género epistolar, permitiendo la comunicación entre personajes que están a distancia.
Por todos estos rasgos podemos pensar que la obra tiene una cierta teatralidad, pues la novela está en su mayor parte construida en torno al diálogo, quedando el narrador en un segundo plano.

### Temas
Esta obra cumple con los requisitos fundamentales del amor cortés. Grimalte asume el papel de sirviente ante su amada Gradissa, a la que trata de señora.
Él intenta complacer todos sus deseos, mostrando incluso gratitud por ello. Dado que el amor cortés se fundamenta en la expresión de un deseo frustrado, Grimalte se recrea en el dolor causado por la crueldad y el rechazo de Gradissa. Cuanto mayor sea el sufrimiento del amado más intenso es el sentimiento, pues el amor cortés no es concebido sin el sufrimiento que este conlleva.
Se trata de un amor imposible, marcado por la frustración de ese héroe que resulta incapaz de cumplir con lo prometido a su amada, tal y como le sucede a Grimalte. Nos encontramos así con la inexistencia del concepto de “triunfo”. Los personajes son conscientes de esta imposibilidad, en lo que juega un papel primordial el destino, esa Fortuna que en ocasiones es injusta, pues premia a los hombres simples con poco juicio y destruye moralmente a aquellos virtuosos y ricos de saber. A su vez, el amor permite el desarrollo de la trama, pues todos los conflictos que se presentan beben de él.
Fiometa representa la pérdida de la honra al dejarse llevar por sus pasiones, cometiendo adulterio y deshonrándose no solo a sí misma sino a todo su entorno familiar. Por ello se entiende que la razón prevalece y que nos debemos guiar por esta. Así lo muestra Pamphilo cuando recrimina a Fiometa sus impulsos al desearle.
No se puede entender la obra sin la causa principal de la misma, es decir, sin la crueldad que caracteriza a los hombres. Es a través de la historia de Fiometa y Pamphilo con la que Gradissa, tras leerla, llega a la conclusión de que todos los hombres son malvados, de ahí su miedo a comprometerse. Esta es la razón por la que Grimalte emprende su viaje, tratando de desmentir el pensamiento de su amada, con el fin de ganarse su corazón. En un momento dado, el amor y sus consecuencias pasan a un segundo plano para prestar atención a la relación piedad-crueldad entre la señora y su amante.

### Personajes
Grimalte es el personaje principal que actúa como protagonista en la historia primaria, y como testigo en la historia entre Fiometa y Pamphilo. Representa al héroe incapaz, que trata de cumplir los deseos de su amada con tal de lograr su amor, y actúa como intermediario e incluso celestina entre los amantes de Boccacio.
Es un personaje que se deja llevar por las pasiones, sintiéndose identificado con Fiometa, a la que coge gran cariño. Termina desterrándose tras su fracaso, lo que hace que no conciba el amor sin Gradissa
Gradissa es la amada de Grimalte, quien tras leer la historia de Fiometa siente que todos los hombres son malos. Guiada por la razón decide rechazar a su amado, no confía en él. Por medio de las cartas se comunica con él, esperando que cumpla con su encargo de reconciliar a los amantes de Boccacio. Probablemente sea el personaje más desconocido de la obra, dada también a su lejanía.
Fiometa es una mujer desesperanzada y profundamente dolida por el rechazo de su amante. Su objetivo principal es recuperar el amor de Pamphilo. Dada su obsesión, comete adulterio y presa de las pasiones decide darse muerte, pues una vida sin Pamphilo no tiene sentido. A diferencia de lo que sucede en la relación entre Grimalte y Gradissa, es Fiometa quien lucha por el amor de su amado, haciendo frente a todo tipo de obstáculos con tal de que sea suyo.
Pamphilo es el amante de Fiometa, por cuyo amor luchó anteriormente. Sin embargo, una vez conseguido le pesa más la razón y la abandona. Para Pamphilo, un personaje misógino, el amor no perdura, es mayor el deseo cuando es inalcanzable. Tras la muerte de Fiometa, siente un profundo arrepentimiento, lo que le lleva a darse el mayor de los castigos, seguir viviendo alejado del mundo, con ella en su memoria. Es en el destierro cuando somos testigos de su transformación tanto física como espiritual, se mimetiza con esa naturaleza salvaje.
La Fortuna y el Amor, no son personajes como tal, pero sí aparecen en cierto modo humanizados. Juegan un papel fundamental a lo largo de la historia, siendo aquellos que marcan la trama de la obra.

### Carácter biográfico en su obra
Tal y como se nos muestra en la obra, podemos interpretar que el autor Juan de Flores se encarna en el propio protagonista, Grimalte, una idea que se refuerza con las palabras que dan comienzo al texto: “Comiença un breve tractado compuesto por Johan de Flores, el qual por la siguiente obre mudó su nombre en Grimalte”. Posiblemente el autor toma como instrumento al personaje, lo que contribuye a introducir al lector en otra magnitud ficcional. En cualquier caso, debido a las confusiones sobre quién fue realmente Juan de Flores, no podemos afirmar que se trate de una obra autobiográfica, a pesar de las referencias y de ser una teoría defendida por varios estudiosos.